# Horex 500cc-wegracer
De Horex 500cc-wegracer was een wegrace-motorfiets die het Duitse merk Horex aan het begin van de jaren vijftig ontwikkelde.

## Voorgeschiedenis
Horex in Bad Homburg had al voor de Tweede Wereldoorlog enkele sportmotoren gebouwd en voor de ontwikkeling van de Horex SB 35 (SB stond voor "Sport Block") uit 1939 was hoofdingenieur Hermann Reeb zelfs gesteund door topconstructeur Richard Küchen. Door het uitbreken van de oorlog kreeg dat blokje plotseling een andere bestemming: het werd geleverd aan Victoria dat er duizenden Victoria Pionier ordonnancemotorfietsen mee bouwde. Na de oorlog was Horex de eerste Duitse motorfietsproducent die weer machines groter dan 250 cc mocht maken. 

## 500cc-wegracer
Na de Tweede Wereldoorlog begon Horex aanvankelijk te racen met 350cc-machines, gebaseerd op de SB 35, doorontwikkeld door Harald Oelerich en bereden door Friedel Schön, die er in Duitsland een aantal wedstrijden mee won. Het was echter al snel duidelijk dat de machine in internationaal gezelschap niet snel genoeg zou zijn en daarom werd er al in 1948 en 1949 gewerkt aan een nieuwe 500cc-tweecilinder met dubbele bovenliggende nokkenassen. Er werd slechts één machine gebouwd met een motorblok dat zo groot was dat er eigenlijk geen ruimte meer was voor een benzinetank. Die kwam dan ook onder het zadel te zitten. Al bij de eerste testen kwamen er grote problemen aan het licht en daarom werd het project afgebroken ten gunste van de nieuwe ontwikkeling van Hermann Reeb: de 500cc-Horex Imperator. De Imperator-motor werd echter ook gebruikt om te racen.
Het eerste raceblok ging echter niet verloren. Het werd afgestaan aan privérijder Ernst Hoske, die er vanaf het voorjaar van 1952 mee ging racen en het blok ook verder verbeterde. Hoske ontwierp zelfs nieuwe gietmallen en Horex verrichtte het gietwerk voor hem. Zo werd de motor geleidelijk helemaal nieuw ontworpen. De boring-slagverhouding was identiek aan die van de Imperatormotor, 65 × 75 mm. De kleppen stonden onder een hoek van 83°. De nokkenassen werden aangedreven door een tandwieltrein vanaf de krukas. Deze tandwieltrein dreef ook de beide magneten aan. De versnellingsbak kwam van Hurth en de machine leverde 45 à 48 pk bij 9.800 tpm. Dit was de uiteindelijke versie uit 1953.
De machine bleef echter voor problemen zorgen. Men kreeg de olielekkage en de carburatieproblemen niet onder de knie en in 1953 besloot bedrijfsleider Fritz Kleemann te stoppen met alle raceprojecten. 